# Paul Jackson, Jr.
 (juin 2016).
Pour les articles homonymes, voir Paul Jackson et Jackson.
Paul Jackson, Jr., né le 30 décembre 1959 à Los Angeles, est un compositeur, arrangeur, producteur et guitariste de jazz fusion américain. Il exerce dans les styles jazz-funk, soul jazz et smooth jazz. Il a grandi à Los Angeles, en Californie. Sa vocation pour la musique remonte à l'âge de 15 ans. Il a grandi dans une famille dévouée à la musique, qui l'a soutenu dans son choix et il a étudié la musique à l'Université de Californie du Sud, à Los Angeles.

## Collaborations
Il a collaboré avec de grands noms du jazz, du R&B et de la pop, dont : The Jacksons (avec lesquels il n'a aucun lien de parenté), Michael Jackson, Jermaine Jackson, Whitney Houston, Aretha Franklin, Ella Fitzgerald, George Benson, B.B. King, Quincy Jones, Smokey Robinson, Ray Charles, Elton John, Céline Dion, Madonna, Johnny Mathis, Lionel Richie, Al Jarreau, Barbra Streisand, Tom Jones, Barry White, Donna Summer, Janet Jackson , Patrice Rushen, The Temptations, Julio Iglesias, Daft Punk, Claude Nougaro, George Duke, Natalie Cole, Chaka Khan, Kenny Rogers, Chicago, Shalamar, The Commodores, ou encore Herbie Hancock, David Sanborn, Earl Klugh, Stanley Turrentine, Sonny Rollins, Booker T. Jones, The Pointer Sisters, Stan Getz, Luther Vandross, Donald Byrd, Joe Sample, Cerrone, The Crusaders, The Whispers, Barry Manilow, Freddie Hubbard, James Ingram, Anita Baker, Roberta Flack, Teena Marie, Johnny Gill, New Edition, Bobby McFerrin, America, Laura Branigan, Steps Ahead, Teddy Pendergrass, Randy Crawford, Nancy Wilson, Paulinho Da Costa, Lee Ritenour, Herb Alpert, Bobby Brown, Kirk Whalum, The Isley Brothers, Gerald Albright, Michael Franks, Vanessa Williams, etc.

## Discographie
| titre                   | année | label        |  |
| ----------------------- | ----- | ------------ |  |
| I Came To Play          | 1988  | Atlantic/WEA |  |
| Out Of The Shadows      | 1990  | Atlantic/WEA |  |
| A River In The Desert   | 1993  | Atlantic/WEA |  |
| Never Alone/Duets       | 1996  | Blue Note    |  |
| The Power Of The String | 2001  | Blue Note    |  |
| Still Small Voice       | 2003  | Blue Note    |  |
| Lay it back             | 2008  | Blue Note    |  |

## Anecdotes
- Il joue la première guitare de Beat it de Michael Jackson. Steve Lukather joue la deuxième guitare rythmique, et Eddie Van Halen joue le solo.
- Il fait partie de l'orchestre du Tonight Show With Jay Leno.